# Zjambyl (provins)

Lägeskarta

Zjambyl (kazakiska: Жамбыл облысы, Zjambyl oblysy; ryska: Жамбылская область, Zjambulskaja oblast; även Taraz) är en provins i södra Kazakstan med en yta på 144 300 kvadratkilometer. Den gränsar till provinserna Qaraghandy, Sydkazakstan och Almaty, samt mot Kirgizistan i söder, och ligger även nära Uzbekistan. I nordöst gränsar provinsen till Balchasjsjön.
Provinsen har 985 123 invånare (2006), varav cirka 330 000 bor i huvudstaden Taraz. 
Den stadsboende delen av befolkningen uppgick 2002 till 45,3 procent. I folkräkningen år 1999 uppgick andelen kazaker till 76,3 procent av befolkningen, ryssar till 21,4 procent, tyskar till 1,4 procent, ukrainare till 0,5 procent och uzbeker till 0,4 procent. Bland större städer, utöver huvudstaden, Taraz, finns Tju, Karatau, Zjanatas och Kordaj.